# Џош Холмс
Џош Холмс (енгл. Josh Holmes; 6. јануар 1987) професионални је аустралијски рагбиста. Дебитовао је за Воратасе у супер рагбију, када је имао 20 година у мечу против Брамбиса. За Воратасе је постигао 5 есеја у 21 утакмици. Прешао је у Воратасе, да би заменио Грегана који се пензионисао. У супер рагбију играо је још и за Форсе и Ребелсе. Био је део Валабиса на светском купу 2007. Његов рођени брат Лук Холмс је такође професионални рагбиста. 